# Thysanina serica
Thysanina serica är en spindelart som beskrevs av Simon 1910. Thysanina serica ingår i släktet Thysanina och familjen flinkspindlar. Inga underarter finns listade i Catalogue of Life.